# Паразитно растение
Паразитните растения са различни видове растения, които използват несамостойно хранене. Гостоприемникът им доставя вода с разтворени минерални соли.Корените са пригодени за прикрепяне към гостоприемника.
Имелът е голо полупаразитно храстче със стъбло, високо до 1 м. Листата са срещуположни, жълто-зелени, продълговати, дълги до 2 – 8 см, широки до 3 см, без разклонения. Цветовете са дребни, събрани в сбити групички по 5 – 7 в пазвите на листата. Двудомно растение. Мъжките цветове са с 4-делно венче, без чашка и с 4 тичинки, сраснали с дяловете на венчето, а женските със слабо забележима 4-зъбчеста чашка и 4 венчелистчета във вид на месести люспи. Яйчникът долен. Плодът бяла кълбеста лепкава едносеменна ягода, която полепва по краката на птиците и по този начин се пренася по други дървета. Разклонява се вътре в дървесината на гостоприемникът и образува мрежа, по която си доставя вода и соли.
Теснолистна клопачка е вид полупаразитно растение, с корените си се прикрепя към други растения, от които изсмуква хранителни вещества Разпространение на слънчево или полусенчесто, по поляни или в храсталак, където има други тревисти растения. Жълти цветове с лилава устна; когато се потупа прецъфтелия цвят на всички растения от този род (Rhinanthus) те издават характерен звук, от където произхожда името им.